# 中公園駅
中公園駅（なかこうえんえき）は、兵庫県神戸市中央区港島中町四丁目（ポーアイ1期地区）に位置する神戸新交通ポートアイランド線（ポートライナー）の駅である。駅番号はP04。

## 歴史
- 1981年（昭和56年）2月5日：ポートアイランド線の開業に伴い、開業する[1]。
- 1995年（平成7年）
  - 1月17日：阪神・淡路大震災により営業を全線休止する。
  - 5月22日：当駅 - 南公園駅 - 北埠頭駅間の復旧に伴い営業を再開する。
  - 6月5日：北埠頭駅 - 当駅間が復旧する。
  - 7月31日：三宮駅 - 当駅間が復旧する（全線復旧）。
- 2004年（平成16年）
  - 11月20日・21日：神戸空港方面への延伸工事に伴う軌道切替工事により、営業を全線終日休止する。
  - 11月22日：東駅舎・新1番線ホームの使用を開始し、旧1番線の使用を休止する。これにより上りホーム・下りホームの駅舎が別々になる。
- 2005年（平成17年）
  - 5月9日：東駅舎と西駅舎を繋ぐ連絡通路の使用を開始し、改札内で上下ホーム間の乗り換えが可能になる。
  - 9月10日・11日：神戸空港方面への延伸工事に伴う軌道切替工事により、営業を全線終日休止する。
- 2006年（平成18年）2月2日：神戸空港駅への複線化・延伸開業に伴い、使用休止中の旧1番線は2番線、旧2番線は3番線へ改称し、2番線の使用を再開する。

## 駅構造
ポートアイランド線内で唯一の3面3線を持つ高架駅である。駅の北側でみなとじま駅からの軌道と、北埠頭駅からの軌道が合流する。上り線は三宮方で合流する分岐器があるが、下りホームは分岐器や絶対信号機を持たないため、停留所に分類される。
開業当初は2階に西改札と旧1番線（北埠頭方面ホーム）、3階に旧2番線（三宮方面ホーム）の二層構造となっていたが、神戸空港延伸事業により、新1番線ホーム・東改札・連絡通路が増設された。
開業当時から存在する西駅舎は、2階がコンコースと上りプラットホーム、3階が上りプラットホームと連絡通路。複線化・延伸事業の際に増設された東駅舎は、2階がコンコースと下りプラットホーム。3階が連絡通路。それぞれの駅舎の改札内にはエレベーター、エスカレーター、AEDなどがある。西駅舎には多目的トイレも設置されている。西駅舎はポートアイランドビルと直結しており、ビル内にエレベーター、エスカレーターが設置されている。道路を挟んだ駅東側のポートアイランド中公園とそれぞれの駅舎はペデストリアンデッキによって結ばれている。また、駅北側には、中公園変電所がある。
延伸工事以前は、北側に引き上げ線が存在していたほか、「原口記念公園」の副駅名が称されていた。また、当時は環状運転のみであったため、中埠頭止まりを除くすべての列車が三宮行きであったが、北埠頭からの電車が「三宮ゆき」、ポートターミナルからの電車が「三宮（市民病院前経由）ゆき」と区別されていた（当駅以北の駅では後者は「ポートアイランド方面ゆき」と表示されていた）。

### のりば
| 番線 | 路線            | 行先                 | 備考                        |
| ---- | --------------- | -------------------- | --------------------------- |
| 1    | ■ポートライナー | 神戸空港・北埠頭方面 |                             |
| 2    | ■ポートライナー | 三宮方面             | 旧1番線（神戸空港方面から） |
| 3    | ■ポートライナー | 三宮方面             | 旧2番線（南公園方面から）   |

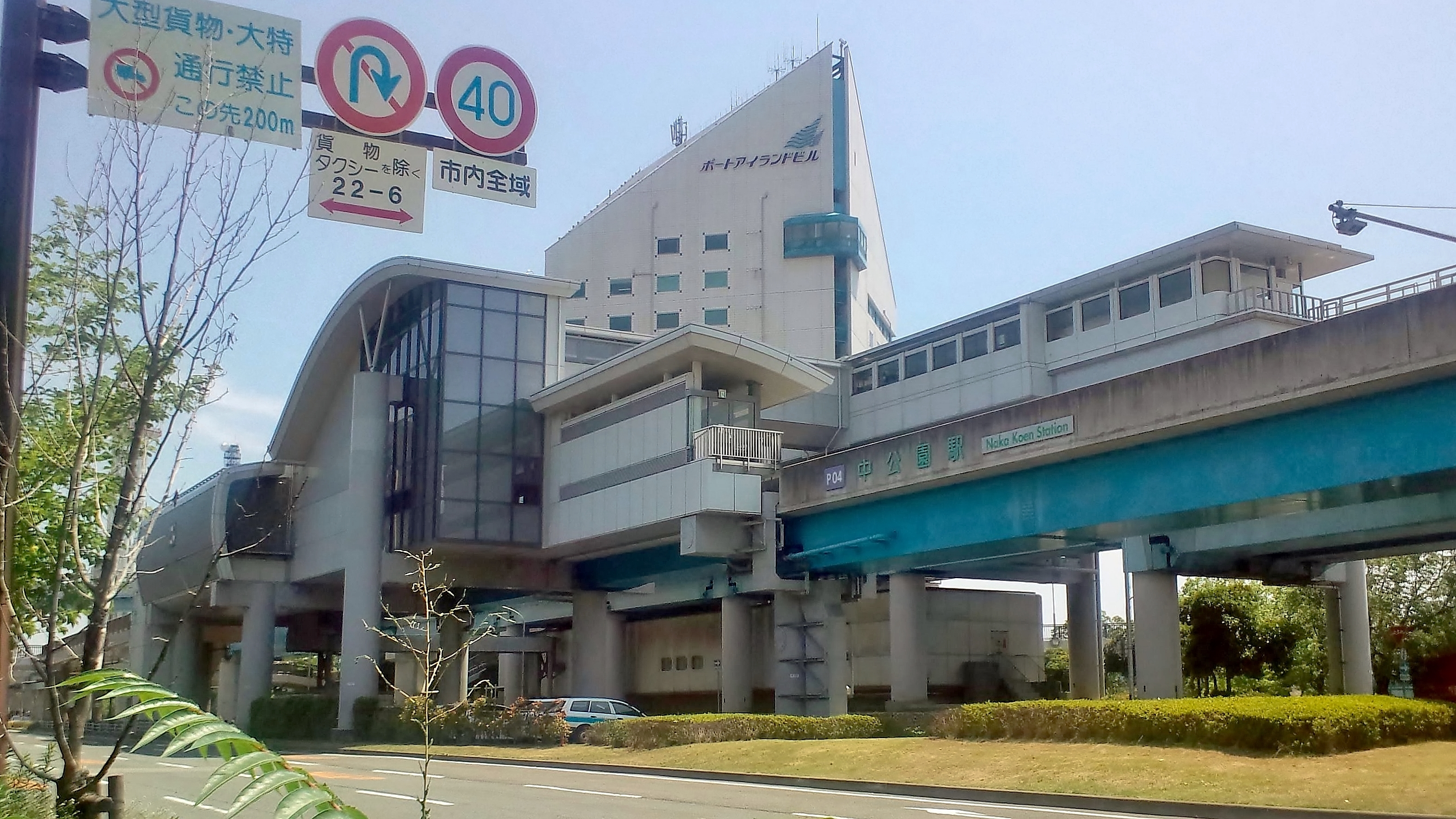
北側からの駅舎
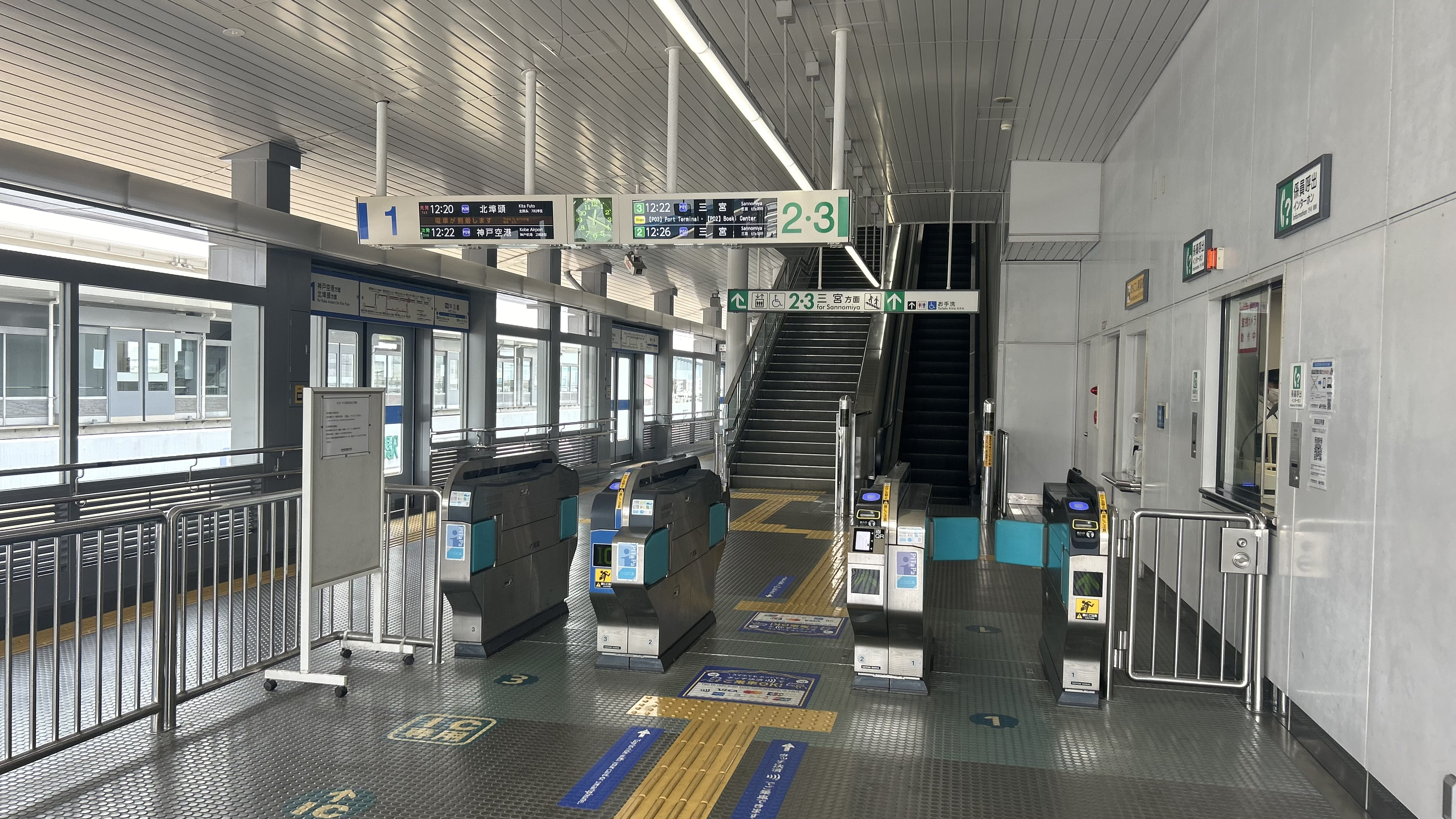
東改札口
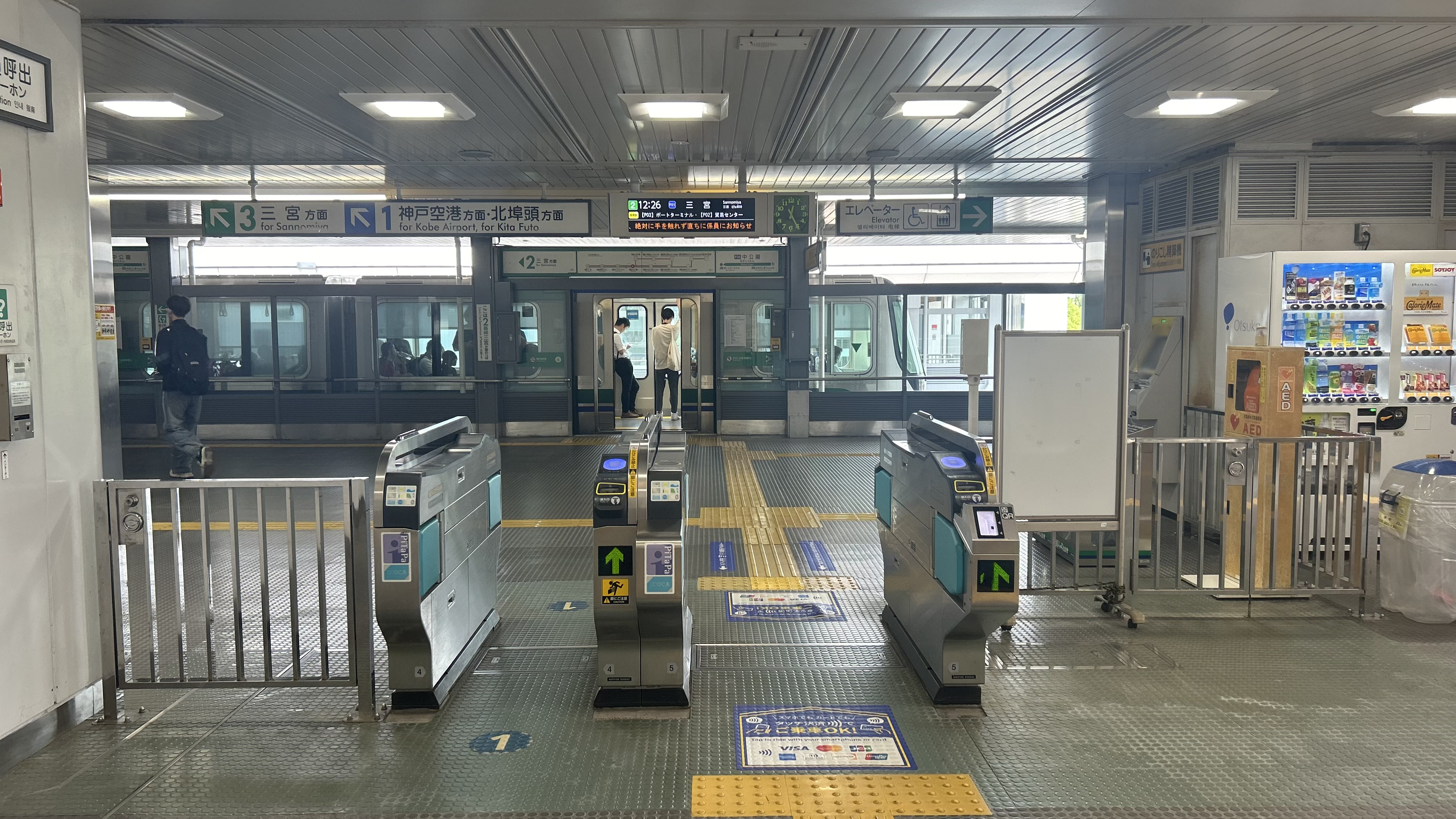
西改札口
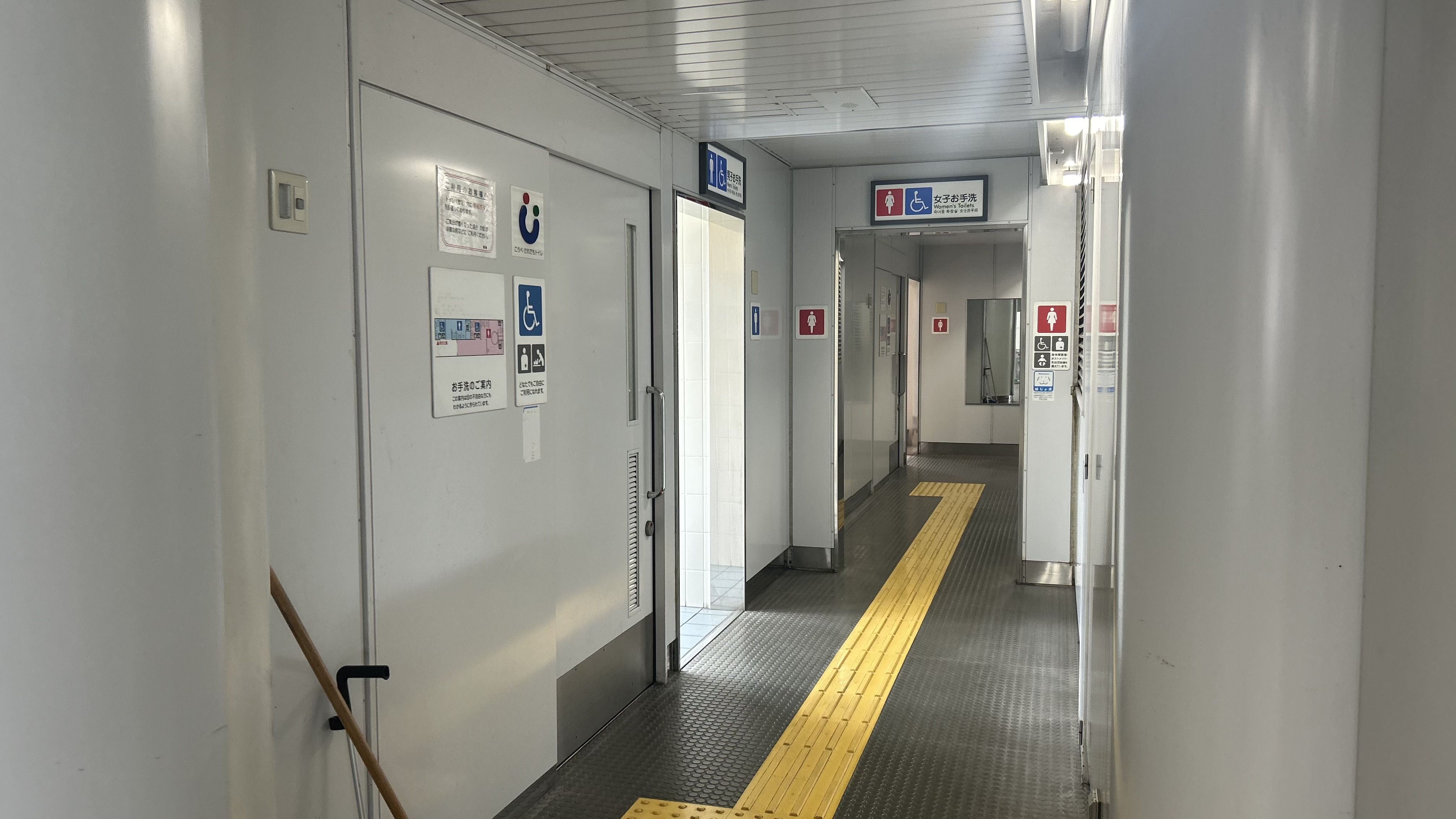
トイレ
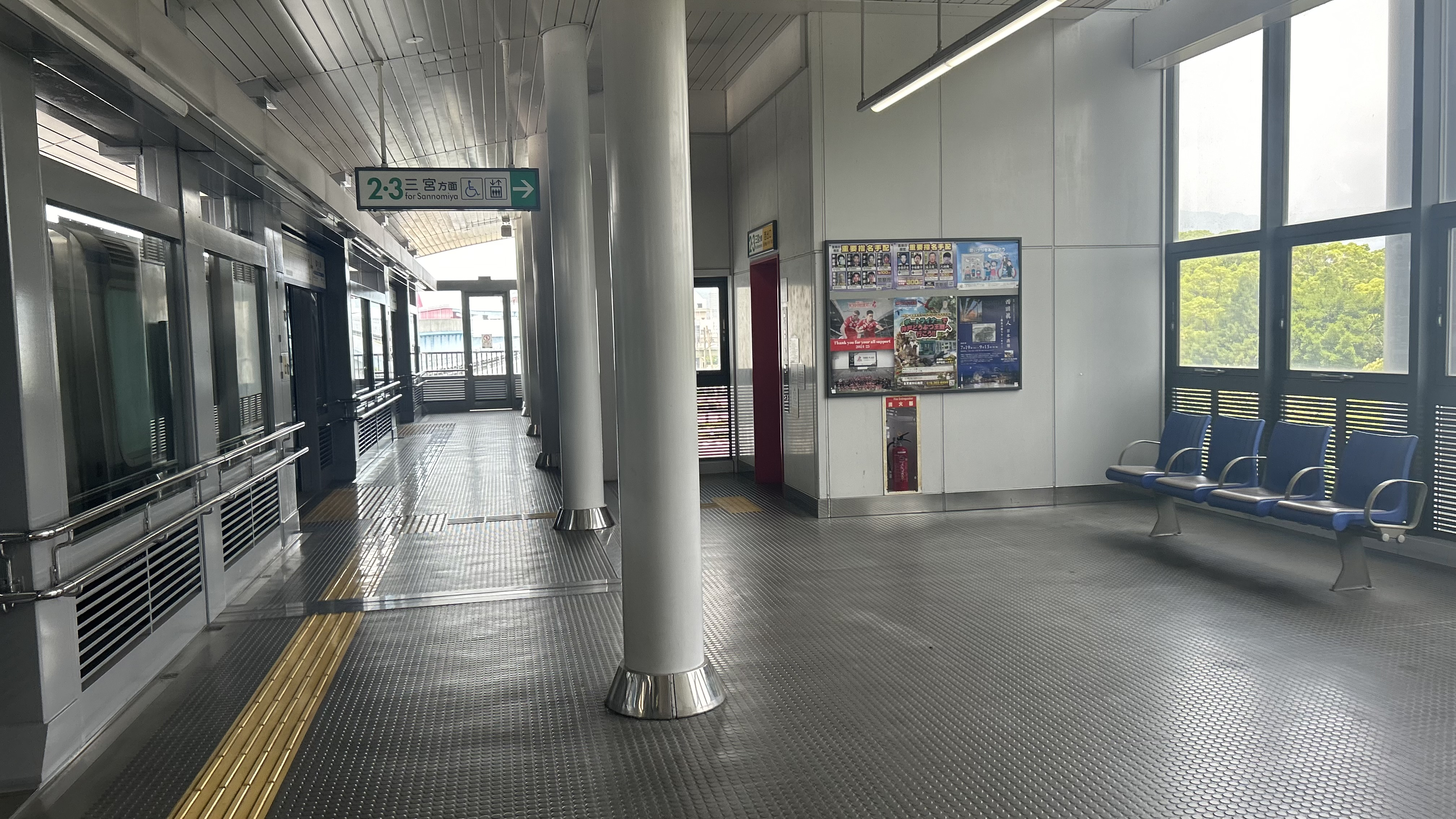
1番線ホーム
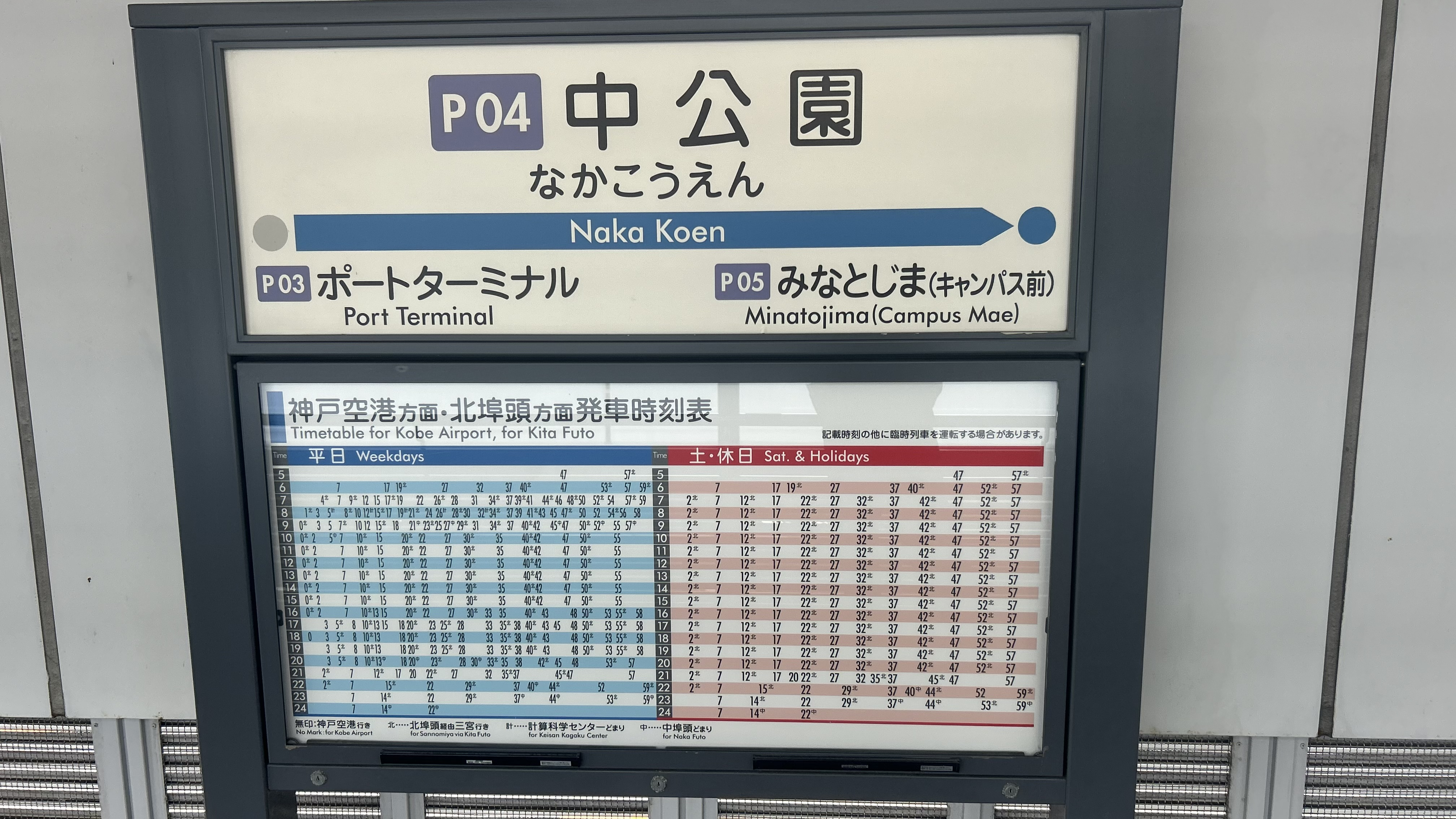
1番線側駅名標
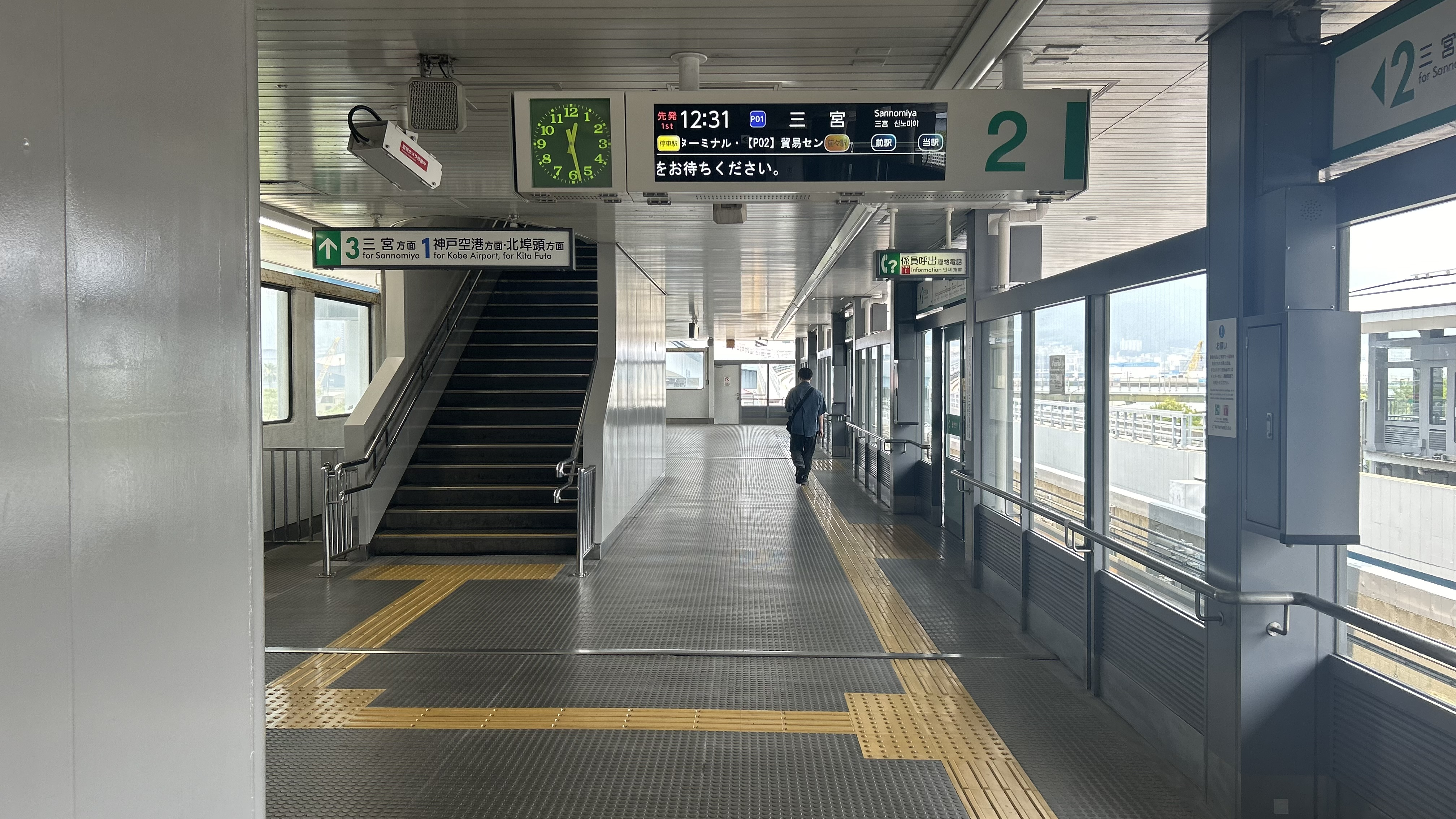
2番線ホーム
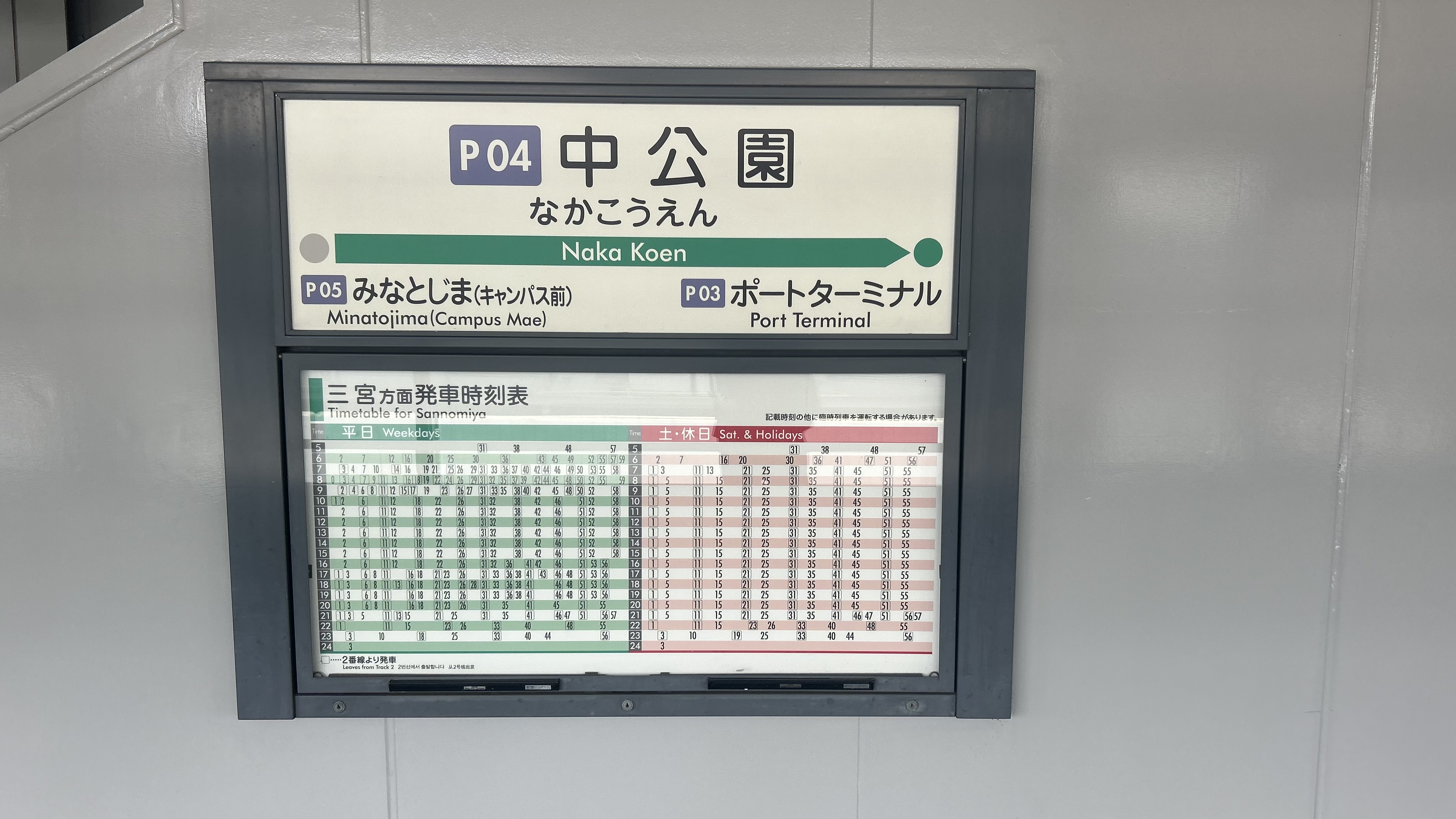
2番線側駅名標
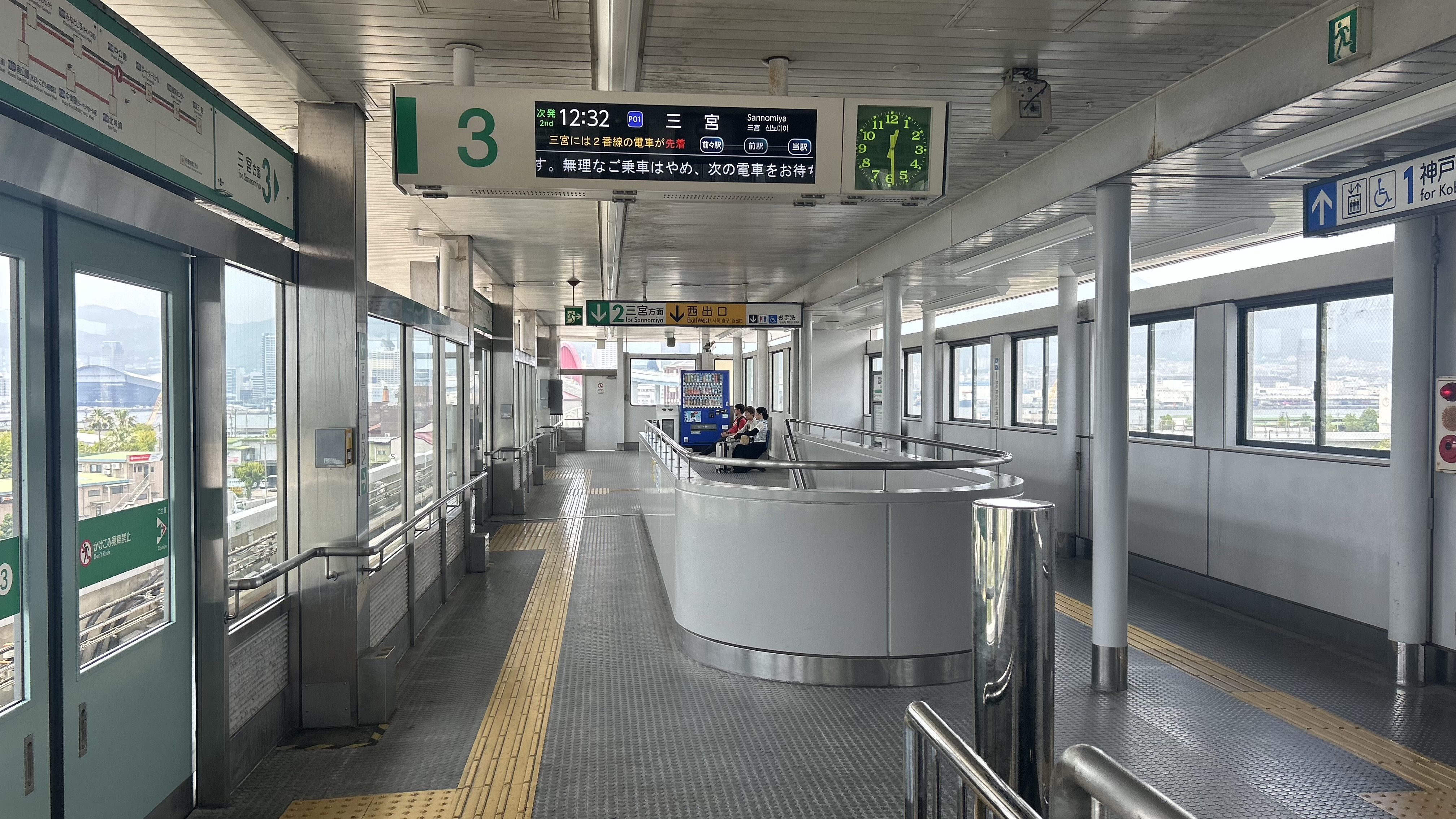
3番線ホーム
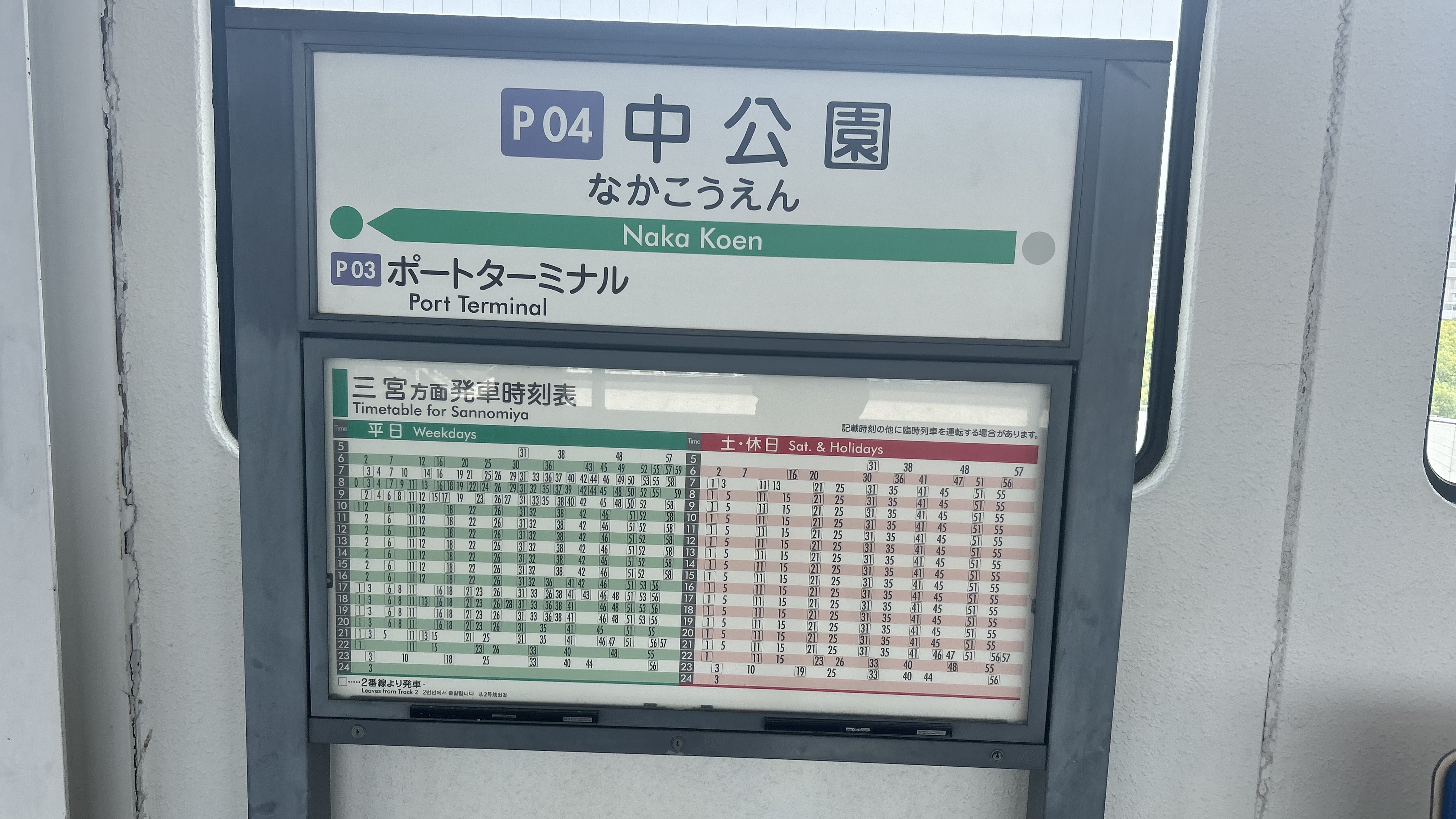
3番線側駅名標

### ダイヤ
下りの日中時間帯は1時間あたり15本発車する。朝ラッシュ時は約1 - 4分間隔で発車する。

## 利用状況
2018年度の1日あたりの平均乗車人員は4,123人で、神戸新交通の駅では第9位、ポートアイランド線では第5位。
1989年（平成元年）以降の年度別1日平均乗車人員の推移は下記の通りである。
| 年度               | 1日平均 乗車人員 |
| ------------------ | ---------------- |
| 1989年（平成元年） | 3,025            |
| 1990年（平成02年） | 2,929            |
| 1991年（平成03年） | 4,430            |
| 1992年（平成04年） | 4,699            |
| 1993年（平成05年） | 4,425            |
| 1994年（平成06年） | 4,330            |
| 1995年（平成07年） | 3,303            |
| 1996年（平成08年） | 4,396            |
| 1997年（平成09年） | 3,858            |
| 1998年（平成10年） | 3,586            |
| 1999年（平成11年） | 3,559            |
| 2000年（平成12年） | 3,306            |
| 2001年（平成13年） | 3,956            |
| 2002年（平成14年） | 3,874            |
| 2003年（平成15年） | 3,890            |
| 2004年（平成16年） | 3,929            |
| 2005年（平成17年） | 3,780            |
| 2006年（平成18年） | 2,830            |
| 2007年（平成19年） | 3,290            |
| 2008年（平成20年） | 3,607            |
| 2009年（平成21年） | 3,658            |
| 2010年（平成22年） | 3,715            |
| 2011年（平成23年） | 3,847            |
| 2012年（平成24年） | 3,825            |
| 2013年（平成25年） | 3,775            |
| 2014年（平成26年） | 3,696            |
| 2015年（平成27年） | 3,883            |
| 2016年（平成28年） | 4,052            |
| 2017年（平成29年） | 3,992            |
| 2018年（平成30年） | 3,951            |
| 2019年（令和元年） | 4,123            |

## 駅周辺
- 神戸水上警察署 本署・ポートアイランド交番
- 神戸水上消防署 本署
- ポートアイランド北公園
  - みなと異人館
- ポーアイしおさい公園
- ポートアイランド中公園（原口記念公園）
- OMこうべ ポートアイランドビル
- ダイエー本店オフィス
- 兵庫県立健康生活科学研究所生活科学総合センター
- 神戸学院大学（ポートアイランドキャンパス）
- センチュリンホテル＆スパヴィンテージ神戸

## 隣の駅
神戸新交通
■ポートアイランド線（ポートライナー）
（神戸空港駅発着・北埠頭方面行き（下り））
ポートターミナル駅 (P03) - 中公園駅 (P04) - みなとじま駅 (P05)
（南公園方面から（上り））
北埠頭駅 (PL09) → 中公園駅 (P04) → ポートターミナル駅 (P03)